# Paul Mijksenaar Design for Function Award
De Paul Mijksenaar Design for Function Award is een Nederlandse prijs die om de twee jaar wordt uitgereikt door de stichting Stichting Paul Mijksenaar  ter stimulering en erkenning van functioneel design. De prijs werd in 2011 in het leven geroepen door de naamgever van de prijs Paul Mijksenaar.

## Winnaars
- 2011 ontwerp middenlijn op de wegen door Edward Hines - Verenigde Staten
- 2013 fietsknooppuntennetwerk door Hugo Bollen - België
- 2015 Ontwerpers gebruiksaanwijzingen IKEA - Zweden[1]
- 2018 Gemeente Amsterdam, voor de vormgeving van de openbare ruimte volgens de 'Puccini-methode'[2][3][4]
- 2021 Noordhoff Uitgevers voor de Bosatlas.[5]